# Видалис, Костас
Костас Видалис (греч.  Κώστας Βιδάλης, 1904, Афины — 13 августа 1946) — греческий коммунист и журналист первой половины XX века. “Герой и мученик журналистской профессии и коммунистической идеи”. 

## Молодость
Костас Видалис родился в Афинах в 1904 году в бедной семье мраморщика и швеи:78. 
Закончив гимназию, поступил на юридический факультет Афинского университета. 
Однако из-за финансовых трудностей оставил учёбу и обратился к журналистике. 
В 1924 году, в возрасте 20 лет, он стал сотрудничать с газетой “Ризоспастис” (Радикал) органом Коммунистической партии Греции (КПГ). 
В 1936 году был послан газетой в Испанию:8, освещать Спартакиаду в Барселоне. Но в июле разразился фашистский путч и Видалис стал военным корреспондентом Ризоспастиса, освещая Гражданскую войну в Испании. 
М. Палеопулос, боец  Греческой роты Ригас Фереос вспоминает о бесстрашии Видалиса проявленное им на фронте Мадрида, вызывавшем восхищение испанских республиканцев и его коллег журналистов. 
После возвращения в Грецию сотрудничал с газетой “Проийа”, которая направила его своим корреспондентом в Эпир:9.
После установления диктатуры генерала И. Метаксаса, в 1937 году Видалис был сослан на остров Китира:78. 
Предвидя надвигавшуюся войну, Видалис написал книгу “Экономическая обстановка в Европе после (Первой) мировой войны и куда она нас ведёт”. Однако книга не была издана и её рукопись была утеряна:10.

## Сопротивление
В 1941 году, с началом тройной, германо-итало-болгарской оккупации Греции, Видалис принял участие в подготовке подпольного издания “Ризоспастиса”:10. 
В том же году он стал членом Коммунистической партии Греции и был задействован в пропагандистском аппарате  Национально-освободительного фронта Греции (ЭАМ) 
В дальнейшем был одним из самых активных корреспондентов газеты Сопротивления “Элефтери Эллада” (Свободная Греция):11. 
В качестве корреспондента “Элефтери Эллада” и “Ризоспастиса”, летом 1944 года Видалис освещал операцию Битва за урожай, проведенную под лозунгом “Ни единного зёрнышка оккупантам” организациями Национально-освободительного фронта Греции (ЭАМ) и подразделениями  Народно-освободительной армии Греции  (ЭЛАС) в Фессалии. 
В результате этой журналистской миссии, Видалис написал обширный очерк, изданный брошюрой под названием “Битва за урожай”. 
После освобождения страны в декабре 1944 года в Афинах произошли бои, между городскими отрядами ЭЛАС и британскими войсками. Компартия Греции, поставив своей целью умиротворение страны и демократический путь её развития, пошла на компромисс, подписав в январе 1945 года Варкизское соглашение и приняла условие разоружения частей ЭЛАС. 
Однако последовал т.н. “Белый террор”, в ходе которого коммунисты и участники Сопротивления преследовались бандами бывших коллаборационистов и монархистов, вооружённых англичанами. 
Видалис был назначен корреспондентом Ризоспастиса во Францию, но отказался покинуть страну при этих обстоятельствах:12.

## Убийство Видалиса
Одним из регионов где зверства банд бывших коллаборационистов и монархистов приняли огромные масштабы была Фессалия. 
Одной из наиболее прославившихся своими зверствами местных банд была банда Г. Сурласа. 
Банда состояла из бывших коллаборационистов, монархистов и просто уголовников, была вооружена англичанами, одета в британские мундиры и действовала ещё с марта 1945 года:24. 
Информация доходившая до редакции “Ризоспастиса” о происходившем в Фессалии была отрывочна, но было очевидно что террор банд принял огромные масштабы. 
Видалис трижды просил издателя газеты Костаса Карайоргиса, дать ему разрешение отправиться в Фессалию и трижды получил отказ. Карайоргис не хотел посылать своего журналиста на верную смерть:39. 
Но информация о терроре продолжала поступать и Видалис принял решение ехать несмотря ни на что и из соображений идеологических принципов и журналистской обязанности. 
На совещании редакции газеты Видалис заявил, что он «должен делать свою работу, должен раскрыть деятельность убийц». Все уговоры его коллег не ехать были безрезультатными. Видалис остался непреклонным в своём решении. 
Он отбыл из Афин 11 августа 1946 года:13. 
Видалис прибыл в столицу Фессалии, город Лариса, с твёрдым намерением взять интервью у главаря одной из банд, Г. Сурласа:18. 
Все с кем он встречался, будь то идеологические товарищи или противники, заявляли ему, что он сумасшедший. 
В Ларисе он был объектом постоянной полицейской слежки:54. 
В начале второго дня своего пребывания в Ларисе, он информировал по телефону Карайоргиса, что здесь людей убивают как курей. На что получил ответ немедленно возвращайся:60. 
Пробыв в Ларисе неполных 2 дня, он решил поехать в соседний прибрежный город Волос. 
Во время прощального обеда со своими знакомыми, среди которых был и заместитель начальника жандармерии города, С. Романос, Видалис повторил своё намерение взять интервью у Сурласа. 
Романос заявил, что он сумасшедший и вызвался предоставить ему джип с жандармами, для переезда в Волос:61. 
Видалис решил ехать поездом, полагая что на людях он в безопасности. 
13 августа, перед выездом он позвонил в редакцию и информировал что будет в Афинах 16 числа. При этом Видалис добавил, что он собрал кучу страшного материала. 
Его биограф, Лазарос Арсениу, полагает что эта фраза могла быть роковой, поскольку наверняка телефон прослушивался:61. 
На первой же станции после выезда из Ларисы, поезд был обыскан 20 бандитами Сурласа и Видалис был снят с него в присутствии офицеров правительственной армии:63. 
Видалиса отвезли в логово Сурласа, село Мелиа, в кофейне которого Видалиса видели последний раз живым:64. 
Поскольку журналист не выходил на связь, 15 августа Ризоспастис вышел с заголовком информирующим что Видалис пропал без вести:14. 
Международная пресса проявила интерес, на что греческие газеты правой ориентации заявляли что наверняка Видалис находится среди бандитов, подразумевая бывших участников Сопротивления, скрывавшихся в горах от преследования банд монархистов:15. 
Протесты компартии в Афинах с требованием расследовать дело оставались без ответа:70. 
Дело получило неожиданный оборот, когда один владелец автобуса, далеко не коммунист, заявил редакции Ризоспастиса, что Видалис был растерзан бандой Сурласа, в тот же вечер, 13 августа, за кладбищем села Мелиа:72. 
Части тела и кости Видалиса были разбросаны на большой площади на растерзание стервятниками, пока местная старушка, не обращая внимание на угрозы и соблюдая свой христианский долг, не собрала останки и не захоронила их сама на кладбище>:72.